# Dopamine (thuốc)

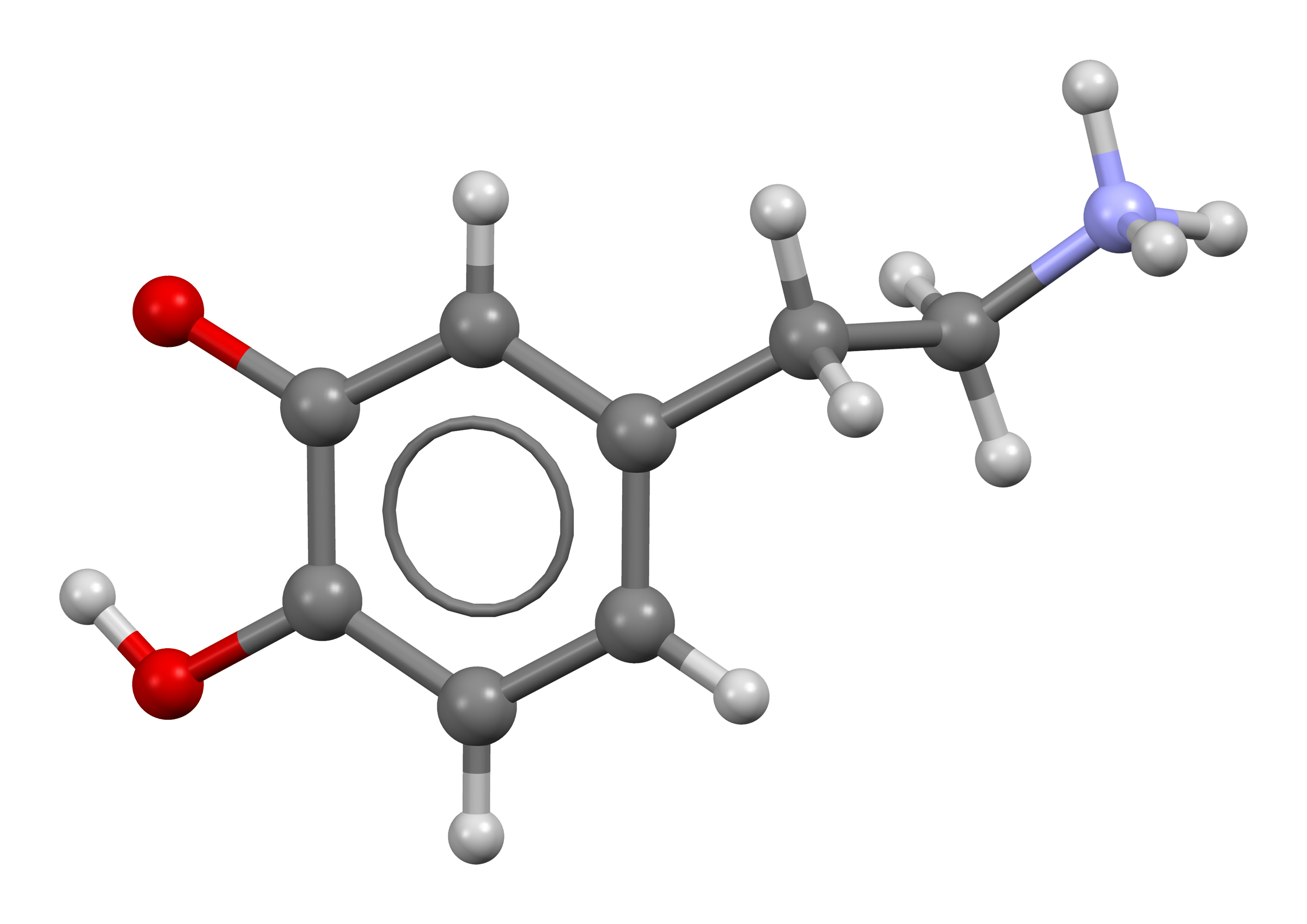
Một mẫu mạch vòng của cấu trúc phân tử Dopamine

Dopamine, được bán dưới tên thương hiệu Intropin, là một loại thuốc được sử dụng phổ biến nhất trong điều trị huyết áp rất thấp, nhịp tim chậm gây ra các triệu chứng và nếu không có epinephrine, sẽ dẫn đến ngừng tim. Ở trẻ sơ sinh, nó tiếp tục là phương pháp điều trị ưu tiên cho huyết áp rất thấp. Ở trẻ em epinephrine hoặc norepinephrine thường được ưa thích trong khi ở người lớn norepinephrine thường được ưa thích cho huyết áp rất thấp. Nó được đưa vào cơ thể bằng tiêm tĩnh mạch hoặc trong xương như một dòng truyền liên tục. Hiệu ứng thường bắt đầu trong vòng năm phút. Liều sau đó được tăng lên để tạo ra hiệu lực.
Các tác dụng phụ thường gặp bao gồm làm suy giảm chức năng thận, nhịp tim không đều, đau ngực, nôn mửa, đau đầu hoặc lo lắng. Nếu nó xâm nhập vào các mô mềm xung quanh tĩnh mạch thì có thể xảy ra chết mô cục bộ. Thuốc phentolamine có thể được dùng để cố gắng giảm nguy cơ này. Hiện chưa rõ liệu dopamine có an toàn để sử dụng trong khi mang thai hoặc cho con bú. Ở liều thấp, dopamine chủ yếu kích hoạt thụ thể dopamine và thụ thể β1-adrenergic trong khi ở liều cao, nó hoạt động thông qua thụ thể α-adrenergic.
Dopamine lần đầu tiên được George Barger và James Ewens ở Anh tổng hợp trong phòng thí nghiệm vào năm 1910. Nó nằm trong Danh sách các loại thuốc thiết yếu của Tổ chức Y tế Thế giới, loại thuốc hiệu quả và an toàn nhất cần có trong hệ thống y tế. Chi phí bán buôn trong thế giới đang phát triển của một hộp 400 mg nằm trong khoảng từ $ 0,28 đến $ 0,60 (USD) tính đến năm 2014. Trong sinh lý con người, dopamine là một chất dẫn truyền thần kinh và là một hormone.

## Sử dụng trong y tế

### Huyết áp thấp
Ở trẻ sơ sinh, nó tiếp tục là phương pháp điều trị ưu tiên cho huyết áp rất thấp. Ở trẻ em epinephrine hoặc norepinephrine thường được ưa thích trong khi ở người lớn norepinephrine thường được ưa thích cho huyết áp rất thấp.
Ở những người có lượng máu thấp, điều này nên được điều chỉnh bằng dung dịch tiêm tĩnh mạch trước khi xem xét dùng dopamine.

### Chức năng thận
Dopamine liều thấp đã được sử dụng thường xuyên để điều trị và phòng ngừa chấn thương thận cấp tính. Tuy nhiên, kể từ năm 1999, một số đánh giá đã kết luận rằng liều ở mức thấp như vậy không hiệu quả và đôi khi có thể có hại.